# Blue Mars
Blue Mars（ブルー・マーズ）は、アメリカのハワイ州に本社を置くAvatar Reality（アバター・リアリティ）社が開発中の仮想世界（メタバース）である。公式なジャンル名は「Massively Multiplayer Virtual World（MMVW）」。

## 概要
Second Lifeに似たメタバースを実現しながらも、次世代の仮想世界として提供されており、より高精細なグラフィックスにより描写され、著作権や知的財産権の保護が整備されている点が特徴とされる。
仮想世界の舞台は西暦2177年、テラフォーミングによって大量の水が存在する火星「Blue Mars（青い火星）」。Blue Marsの海面は海岸線の美しさを重視してNASAによるデータよりも3000メートル低く設定されている。プレイヤーはBlue Marsの土地を購入し、観光やチャット、アイテムの購入、ゲームなどのアトラクションを楽しめる。
高精細なグラフィックスを実現する為、グラフィックスエンジンとしてCrytek社の『CryENGINE 2』が採用されている。開発途中の2008年時点においては、CryENGINE 2 の動作に必要とされるコンピュータの性能は2〜3年後の普及モデル、つまり当時のハイエンドモデルと目されていたが、グラフィックス性能の急激な向上により、2009年初頭時点では普及モデルのコンピュータでも動作可能であると予想されている。
衣装や武器、住居や家具などのアイテムや、ゲームなどのアトラクションをプレイヤーが独自に作成できる点はSecond Lifeと同じであるが、著作権や知的財産権を侵害するコンテンツが無断で作成されないよう、コンテンツを作成するにはパートナー契約が必要となる。開発言語にはLuaが採用されており、Avatar Reality社によれば、Flashゲームの制作と同等のコストで CryENGINE 2 を採用した高度なグラフィックスのゲームが開発できるとしている。
2008年1月にイーフロンティア社と業務提携し、同社の『Shade 10』や『Shade Home Design』による3Dデータの制作・変換が可能になると発表された。『Shade 10.5』ではCOLLADA形式による書き出しが可能になっており、Blue Marsとは同形式を通じて連携が計られる予定であるとしている。また、最初の都市開発パートナーはシド・ミードが率いるVirtual Space Entertainment社となる事が明らかにされている。